# کیپ‌می کورت‌هاوس (نیوجرسی)
کیپ‌می کورت‌هاوس (به انگلیسی: Cape May Court House) یک منطقهٔ مسکونی در ایالات متحده آمریکا است که در میدل، نیوجرسی واقع شده‌است. کیپ‌می کورت‌هاوس ۲۵٫۶۳۹ کیلومتر مربع مساحت و ۵٬۳۳۸ نفر جمعیت دارد و ۴ متر بالاتر از سطح دریا واقع شده‌است.